# Vittorio Filippo Melano
Pour les articles homonymes, voir Melano et Ernesto Melano.
Vittorio Filippo Melano, comte de Portula (27 septembre 1733 - Coni † 23 décembre 1813 - Novare) est un homme d'Église, archevêque italien de l'Église catholique romaine, dominicain, et homme politique des XVIIIe et XIXe siècles.

## Biographie
Vittorio Filippo Melano appartenait à la branche cadette d'une famille noble originaire de Coni qui acquit le comté de Portula le 7 mars 1722.
Professeur de théologie respecté, Melano devint, en 1773, prieur du couvent appuyé à l'église de San Domenico (Turin).
Le 10 juin 1778, Melano fut nommé archevêque de Cagliari, primat de Sardaigne et de Corse et est consacré le 21 juin de la même année par Carlo Vittorio Amedeo delle Lanze. Le temps de son épiscopat, il enseignait également dans l'Université locale (1779-1796). En 1782, il fonda la société de Sainte Anne. L'objectif du fondateur était d'accorder des aides aux classes pauvres et d'organiser des festivités en l'honneur de sainte Anne, patronne du quartier Stampace à Cagliari.
Le 24 juillet 1797, peu de temps avant l'invasion française, il fut transféré au diocèse de Novare et conservé dans son rang d'archevêque.
Conservé dans son poste pendant cette période, il laissa le souvenir d'une personne ambiguë parce qu'ayant souvent collaboré avec les autorités républicaines puis napoléoniennes. Mais en réalité, il sut, avec dextérité et habileté, passer indemne cette période de turbulences.
Un tel comportement contribua à protéger non seulement sa personne mais aussi le clergé d'une répression draconienne, a éviter le risque de nouvelles ventes comme biens nationaux d'édifices religieux. Ainsi, afin d'éviter la confiscation de l'église Saint-Jean de Novare à un privé, compte tenu de l'extrême proximité du complexe de la cathédrale, Mgr Melano déclara, le 21 février 1806, cette église succursale de la cathédrale, situation qui a duré jusqu'au retour de la maison de Savoie.
Sénateur du royaume d'Italie (1805-1814) depuis le 19 octobre 1809, il fut fait comte du Royaume l'année suivante.
Il est mort dans la ville de Novare le 23 décembre 1813.

## Succession apostolique
Vittorio Filippo Melano a ordonné les évêques suivants :
- Évêque Michele Antonio Aymerich de Villamar (1788)

## Titres
- Comte du royaume d'Italie (lettres patentes du 11 octobre 1810) ;

## Armoiries
| Figure | Blasonnement |
|        | Armes des Melano, comtes de Portula De gueules à la bande d'or ; au chef cousu d'azur chargé de deux ruches entourées d'abeilles, le tout d'or. |
|        | Armes de comte du Royaume, Écartelé : au 1, des comtes sénateurs (du Royaume) ; au 2, d'azur à une mître d'argent ornée de pierres pécieuses, accolée d'un bâton pastoral et d'une croix trifoliée, posés en sautoir ; au 3, d'azur à deux ruches d'argent mouvant de la pointe surmontées de trois abeilles d'or rangées en fasce ; au 4, de sinople à deux barres d'argent. |